# Deutsche Gesellschaft für Medizinische Informatik, Biometrie und Epidemiologie
Die GMDS – Deutsche Gesellschaft für Medizinische Informatik, Biometrie und Epidemiologie e. V. ist eine unabhängige wissenschaftlich-medizinische Fachgesellschaft mit Vereinssitz in Köln und hat ca. 2.000 Mitglieder. Sie ist Mitglied der Arbeitsgemeinschaft der Wissenschaftlichen Medizinischen Fachgesellschaften.

## Ziele
Die Deutsche Gesellschaft für Medizinische Informatik, Biometrie und Epidemiologie (GMDS) hat sich der Förderung von Forschung und Lehre in den Bereichen Medizinische Informatik, Medizinische Biometrie, Epidemiologie sowie Medizinische Bioinformatik und Systembiologie verschrieben.
Sie unterstützt den methodischen Austausch mit allen medizinischen Fachrichtungen und entwickelt ihre informatischen, biometrischen, epidemiologischen und bioinformatischen Verfahren in enger Zusammenarbeit mit der Informatik, Mathematik, Statistik, Wirtschaftswissenschaft, Klinischen Forschung und der Versorgungsforschung kontinuierlich weiter.
Die GMDS ist in Deutschland die einzige wissenschaftliche Gesellschaft, die diese vier Disziplinen unter einem Dach vereint. Sie kooperiert mit einer Reihe benachbarter Fachgesellschaften – etwa im Rahmen gemeinsamer Veranstaltungen, bei der Entwicklung von Standards oder dem Austausch über wissenschaftliche und gesundheitspolitische Zielsetzungen.
Darüber hinaus engagiert sich die GMDS aktiv in der Gestaltung und Weiterentwicklung ihrer Fachgebiete, etwa bei der Planung von Förderungsmaßnahmen der Öffentlichen Hand, zur Standardisierung und Normung, zur Ausgestaltung akademischer Curricula sowie zu Fragen der Aus-, Weiter- und Fortbildung. Auch bei Gesetzgebungsverfahren bringt die Gesellschaft ihre wissenschaftliche Expertise ein.

## Organisation und Gliederung
Die GMDS ist organisatorisch als eingetragener Verein aufgebaut. Die Mitgliederversammlung, das höchste beschlussfassende Gremium, tritt einmal jährlich zusammen und entscheidet über alle grundsätzlichen Angelegenheiten der Gesellschaft.
Die laufenden Geschäfte werden vom Präsidenten geführt. Zusammen mit dem Präsidium übernimmt er Aufgaben in den Bereichen Berufs-, Wissenschafts- und Gesundheitspolitik.
Der Beirat setzt sich aus Präsidiumsmitgliedern sowie den Leitungen der Fachbereiche, Arbeitsgruppen, Kommissionen und Projektgruppen zusammen. Er bestimmt die wissenschaftlichen Schwerpunkte, verabschiedet die Geschäftsordnung und legt zentrale Rahmenthemen für Veranstaltungen fest.
Zur fachlichen Arbeit ist die GMDS in vier thematische Fachbereiche gegliedert:
- Medizinische Informatik
- Medizinische Biometrie
- Epidemiologie
- Medizinische Bioinformatik und Systembiologie

Jeder Fachbereich wird durch einen Fachausschuss geleitet und arbeitet eng mit einer Vielzahl an Arbeitsgruppen, Projektgruppen und Arbeitskreisen zusammen. Diese befassen sich mit aktuellen Themen wie Datenschutz, Künstliche Intelligenz in der Medizin, Gesundheitsökonomie, standardisierte Terminologien und vielen weiteren Bereichen.

## Geschichte
Die Wurzeln der GMDS reichen bis in die frühen 1950er Jahre zurück, als die Aktivitäten der neuen Fachdisziplin „Medizinische Dokumentation und Statistik“ in den 1955 gegründeten „Arbeitsausschusses Medizin“ der Deutschen Gesellschaft für Information und Wissen (ehemals Deutsche Gesellschaft für Dokumentation) einflossen – der Vorläufer der heutigen GMDS.
Während die Ursprünge der GMDS sich bis zum Jahr 1951 zurückverfolgen lassen, konstituierte sie sich endgültig im Jahre 1955 als Gesellschaft. Sie ist damit die älteste Fachgesellschaft in Europa auf dem Gebiet der Medizinischen Dokumentation, Informatik und Statistik.
Im September 1991 erfolgte die Umbenennung von „Deutsche Gesellschaft für Medizinische Dokumentation, Informatik und Statistik e. V. (GMDS)“ in den heutigen Namen „Deutsche Gesellschaft für Medizinische Informatik, Biometrie und Epidemiologie e. V. (GMDS)“, um die erweiterte fachliche Ausrichtung widerzuspiegeln.
2017 wird der Fachbereich Bioinformatik und Systembiologie eingerichtet und bildet seither die vierte thematische Säule der GMDS.
Die 1999 gegründete Sektion „Medizinische Dokumentation“, die es ermöglichte, dass auch nicht-akademisch ausgebildete Interessenten aus allen Bereichen der medizinischen Dokumentation Mitglied in einer medizinischen Fachgesellschaft werden konnten, wurde aufgrund der Entwicklungen in diesem Bereich Ende 2020 aufgelöst. Die Interessen der Medizinischen Dokumentation werden weiterhin von einem kooptierten Beisitzer oder einer kooptierten Beisitzerin im Präsidium vertreten. 
Die Geschäftsstelle war bis 2008 in Bonn ansässig, zog später nach Köln um und befindet sich seit 2024 in Berlin. Der formale Sitz der Gesellschaft bleibt jedoch weiterhin in Köln.

## Zertifikate und Weiterbildung
Die GMDS bietet in Kooperation mit anderen Fachgesellschaften verschiedene Zertifikate an:
- Medizinische Informatik: Seit 1978 gemeinsam mit der Gesellschaft für Informatik (GI) und seit 2013 auch mit dem Berufsverband Medizinischer Informatiker (BVMI)[3]
- Biometrie in der Medizin: Seit 1982 gemeinsam mit der Deutschen Region der International Biometric Society (IBS-DR)
- Epidemiologie: Gemeinsam mit der DGEpi, der DGMSP und der IBS-DR[4]
- Medizinische Dokumentation: Gemeinsam mit dem Fachverband für Dokumentation und Informationsmanagement in der Medizin (DVMD)[5]
- Ärztliche Zusatzbezeichnung Medizinische Informatik[6]

Darüber hinaus arbeiten mehrere Arbeitsgruppen der Fachbereiche der GMDS an der Entwicklung und Bereitstellung von Lernziel- bzw. Kompetenzkatalogen für verschiedene Ausbildungsebenen im Kontext der Biometrie, Epidemiologie und Medizinischen Informatik.

## Nachwuchsförderung
Die GMDS legt großen Wert auf die Nachwuchsförderung. Hierfür werden unterschiedliche Formate angeboten, um den wissenschaftlichen Nachwuchs auf ihrer akademischen Laufbahn zu unterstützen. Hierzu zählen:
- Doktorandensymposium: jährlicher Austausch von Promovierenden zu ihren Forschungsthemen bei wechselnden, gastgebenden Institutionen
- GMDS Early Career Scientist Summit: jährlich im Vorfeld zur GMDS-Jahrestagung zur Vermittlung von Methodenkompetenzen der GMDS-Fachbereiche
- Online-Vortragsreihe[9]: Vorträge zu forschungsrelevanten Themen
- Mentoringprogramm Next Stop Prof: Begleitung von Nachwuchswissenschaftlerinnen und -wissenschaftlern auf dem Weg zur Professur

Zusätzlich vergibt die GMDS jährlich Förderpreise für herausragende Abschlussarbeiten (Bachelor, Master und Promotionen) und prämiert im Rahmen des GMDS-Jahrestagung einen Award für die beste Beitragseinreichung.

## Tagungen und Veranstaltungen
Seit 1956 richtet die GMDS regelmäßig wissenschaftliche, teils internationale Jahrestagungen aus. Diese gelten als das zentrale Forum im deutschsprachigen Raum für den Austausch über aktuelle Forschungsergebnisse, methodische Entwicklungen und gesundheitspolitische Fragestellungen in den Bereichen Medizinische Informatik, Biometrie, Epidemiologie, Bioinformatik und Medizinische Dokumentation.
Die 70. GMDS-Jahrestagung findet vom 7. bis 11. September 2025 in Jena statt unter dem Motto „GMDS erhellt Gesundheit“ statt. Thematische Schwerpunkte sind unter anderem moderne Studiendesigns, Herausforderungen bei der Nutzung von Routinedaten sowie der Einsatz von Standards im Gesundheitswesen.
Im Rahmen der DMEA, einer der führenden Messen für digitale Gesundheit in Europa, organisiert die GMDS gemeinsam mit dem BVMI eine Satellitenveranstaltung mit Workshops ihrer Arbeits- und Projektgruppen.
Darüber hinaus beteiligt sich die Gesellschaft an einer Vielzahl weiterer Veranstaltungen wie:
- der TMF-School[13]
- der GMDS Summer Academy
- den Archivtagen
- der Fachtagung „Datenschutz im Gesundheitswesen“
- der EFMI Special Topic Conference
- der Tagung der DAGStat

## Publikationen
Die GMDS dokumentiert ihre wissenschaftlichen Aktivitäten unter anderem durch regelmäßig erscheinende Tagungsbände, in denen Beiträge der jährlichen Jahrestagungen veröffentlicht werden. Zusätzlich werden quartalsweise Mitteilungen rund um die GMDS im Rahmen des GMDS MAGAZINs veröffentlicht.
Zur kontinuierlichen Fachkommunikation gibt die Gesellschaft die wissenschaftliche Open-Access-Zeitschrift GMS Medizinische Informatik, Biometrie und Epidemiologie (MIBE) heraus.
Darüber hinaus bezieht die GMDS zu gesundheits- und wissenschaftspolitisch relevanten Fragestellungen regelmäßig Stellung durch Positionspapiere und Stellungnahmen, die öffentlich zugänglich gemacht werden.